# Matthew Brettingham

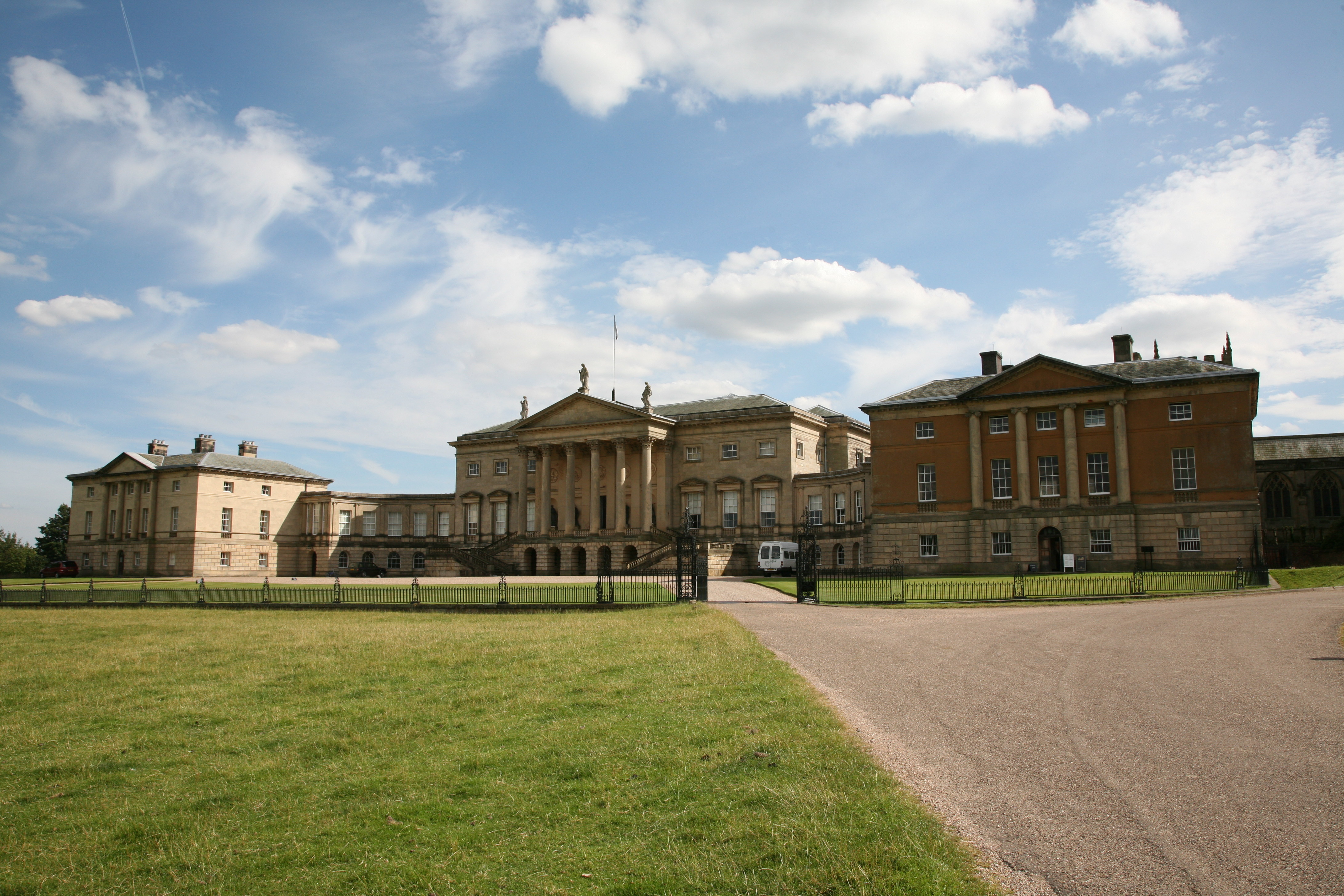
Kedleston Hall

Matthew Brettingham (Norwich, 1699 – Norwich, 19 de agosto de 1769) foi um dos mais importantes arquitetos ingleses de sua geração. Muitas de suas obras foram demolidas, especialmente as de Londres, onde ele revolucionou o desenho de palacetes urbanos. Hoje é mais conhecido pelas suas reformas palladianas de diversas mansões rurais, como Langley Hall, Euston Hall, Gunton Hall, Goodwood House e Petworth House. Também foi o autor da Cambridge House, da York House, da Kedleston Hall (com James Paine), chefe das obras da Holkham Hall e o projetista dos interiores da Norfolk House.